# Xã Lehigh, Quận Carbon, Pennsylvania
Xã Lehigh (tiếng Anh: Lehigh Township) là một xã thuộc quận Carbon, tiểu bang Pennsylvania, Hoa Kỳ. Năm 2010, dân số của xã này là 479 người.